# Väderstad
Väderstad es una localidad situada en el municipio de Mjölby, provincia de Östergötland, Suecia. Contaba con 583 habitantes, según el censo de 2010.